# Кіровське (Жаксинський район)
Кі́ровське (каз. Кировское) — село у складі Жаксинського району Акмолинської області Казахстану. Адміністративний центр Кизилсайського сільського округу.
Населення — 437 осіб (2021; 607 у 2009, 613 у 1999, 717 у 1989).
Національний склад станом на 1989 рік:
- росіяни — 34 %;
- казахи — 27 %;
- українці — 20 %.

Станом на 1989 рік село називалось селище Кіровський.